# ネバー・サレンダー 肉弾凶器
『ネバー・サレンダー 肉弾凶器』（原題：The Marine）は、2006年にアメリカ合衆国で公開されたアクション映画。アメリカのプロレス団体「WWE」が、団体所属レスラーのジョン・シナを主演に製作した。

## ストーリー
海兵隊員のジョン・トライトンは優秀にしてとても正義感が強いが、それゆえに戦場で人質を助けるために軍法を無視した行動を取った結果、除隊させられてしまう。そのうえ、故郷で愛する妻ケイト・トライトンと生活を始めても、その正義感が原因で再就職先を解雇されてしまう。絶望に際したジョンを慰めるため、ケイトは二人で旅に出ることを提案する。初めこそ乗り気でなかったジョンは旅を通じて荒んだ心を癒していくが、そこにローム率いる逃走中の宝石強盗団が現れ、ケイトは人質として連れ去られてしまう。怒りに震えるジョンはケイトを取り戻すため、再び肉弾凶器となって強盗団を倒すことを誓う。

## 登場人物
ジョン・トライトン
軍法会議で海軍を除隊された青年。宝石強盗団に拉致された妻を救うために立ち向かう。武装した集団を一人でねじ伏せる猛者。
ローム
強盗団のリーダー。
ケイト・トライトン
ジョンの妻。
モーガン
強盗団の一人。
アンジェラ
強盗団の一人。
ヴァン・ビューレン
刑事。
ジョー
警備員。
リック
ストーカー
ローラ
リックにストーカーされていた女性。
クリス
銀行員。強盗団に通じていた男。
フランク
モーガンの知人。車の手配をしている。

## キャスト
| 役名                 | 俳優                       | 日本語吹替                 | 日本語吹替                                            |
| 役名                 | 俳優                       | ソフト版                   | テレビ東京版                                          |
| -------------------- | -------------------------- | -------------------------- | ----------------------------------------------------- |
| ジョン・トライトン   | ジョン・シナ               | 楠大典                     | 東地宏樹                                              |
| ローム               | ロバート・パトリック       | 小川真司                   | 磯部勉                                                |
| ケイト・トライトン   | ケリー・カールソン         | 根谷美智子                 | 甲斐田裕子                                            |
| モーガン             | アンソニー・レイ・パーカー | 後藤哲夫                   | 立木文彦                                              |
| アンジェラ           | アビゲイル・ビアンカ       | 深見梨加                   | 朴璐美                                                |
| ヴァン・ビューレン   | ジェローム・イーラーズ     | 牛山茂                     | 木下浩之                                              |
| ベネット             | マヌー・ベネット           | 斉藤次郎                   | 堀内賢雄                                              |
| ヴェセーラ           | デイモン・ギブソン         | 風間秀郎                   | 保村真                                                |
| ジョー               | ドリュー・パウエル         | 石住昭彦                   | 武虎                                                  |
| フランク             | フランク・カルロピオ       | 赤城進                     | 滝知史                                                |
| ブラウン大佐         | ロバート・コールビー       | 斎藤志郎                   | 福田信昭                                              |
| クリス               | アシュレイ・ライオンス     | 木村雅史                   | 保村真                                                |
| ビリー               | ジェフ・チェイス           | 木村雅史                   | 天田益男                                              |
| ポール               | ジャマール・ダフ           | 石住昭彦                   | 手塚秀彰                                              |
| リンカーン・ケネディ | リンカーン・ケネディ       | 櫛田泰道                   | 伝坂勉                                                |
| リック               | クリストファー・モーリス   | 武藤正史                   | 川田紳司                                              |
| パトロール警官       | ピーター・ラム             | 魚建                       | 多田野曜平                                            |
| 役不明又はその他     |                            | 加納千秋 東城光志 北西純子 | 森夏姫 土田大 関山美沙紀 石松千恵美 石田嘉代 溝邉祐子 |
|                      |                            |                            |                                                       |
| 演出                 |                            | 高橋剛                     | 向山宏志                                              |
| 翻訳                 |                            | 平田勝茂                   | 日笠千晶                                              |
| 調整                 |                            |                            | 手塚孝太郎                                            |
| 効果                 |                            |                            | リレーション                                          |
| 担当                 |                            |                            | 別府憲治                                              |
| 配給                 |                            |                            | 東映                                                  |
| プロデューサー       |                            |                            | 遠藤幸子 五十嵐智之 多田浩行                          |
| 制作                 |                            | ビデオテック               | テレビ東京 HALF H･P STUDIO                            |
| 初回放送             |                            |                            | 2010年8月4日 『水曜シアター9』                        |

## スタッフ
- 監督：ジョン・ボニート
- 製作：ジョエル・サイモン、ジョナサン・ウィンフリー
- 製作総指揮：マット・キャロル、ビンス・マクマホン
- 原案：ミシェル・ギャラガー
- 脚本：ミシェル・ギャラガー、アラン・マッケルロイ
- 撮影：デヴィッド・エグビー
- 音楽：ドン・デイヴィス
- 編集：ダラス・プエット